# Albert Siklós
Albert Siklós (Budapest, 26 de juny de 1878 - 3 d'abril de 1942) fou un compositor i musicògraf hongarès.
Estudià simultàniament Dret i Música. Des de 1910 fou professor de l'Acadèmia de Música Hongaresa, on entre els seus alumnes tingué a Endre Szervánszky, Ede Zathureczky i Emmerich Kálman.
Entre les seves composicions hi figuren: Simfonies, rapsòdies hongareses, una Suite rococó, trios i quintets per a piano, un sextet per a arpa i instruments de vent, peces per a violoncel i piano, etc.
A més, va publicar un Tractat de contrapunt (1912), i un Mètode d'Harmonia (1923).